# 希腊史
《希腊史》（希臘語：Ἑλληνικά），古希腊文原意是记述希腊人事件的著作。 事实上，有多部叙述公元前4世纪希腊历史的著作在拉丁文中拥有《希腊史》的标题。其中一些继承修昔底德的风格，另一些则自成一派。存世的《希腊史》是古希腊作家色诺芬的重要著作。 由于修昔底德的《伯罗奔尼撒战争史》未能完成对战争后期战局的叙述，《希腊史》成为记录伯罗奔尼撒战争最后七年战况以及战后希腊世界格局的重要历史参考文献。

## 色诺芬的《希腊史》
许多人认为此书是一本私人著作。色诺芬在退休后居住在斯巴达政府安排的地产内，写下此书，本意只在其朋友圈中传阅，写给那些参加过战争，对其中主要人物及事件都熟知的人们。色诺芬记述了从公元前411年，即修昔底德的《伯罗奔尼撒战争史》中断之时起，直至公元前362年的曼丁尼亚之战间近50年的历史。 在《希腊史》与《伯罗奔尼撒战争史》之间几乎没有明显的风格转变。从某种意义上说，《希腊史》的开场白，μετὰ δὲ ταῦτα，可以被翻译作“从此之后”，或者“紧接着这些事件”。

## 其他有《希腊史》标题的著作
在所有题为《希腊史》而现在已经亡佚的史籍中，有两部值得一提， 作者分别是库梅的埃福罗斯和希俄斯的忒奥朋普斯。埃福罗斯试图写一部通史，而尝试从神话中提取出史实。 他的记述始于传说中“赫拉克勒斯诸子的归来”，现代读者认为这完全是一种起源神话。 作为修辞学家伊索克拉底的弟子，他没有将可信的历史细节结合到自己的华丽辞藻之中。Oswyn Murray评论道：“不幸的是，他的叙事风格和故事的完整性使其颇受民众欢迎。然而他至少不是那种故意歪曲历史，使其服务于某种政治目的的人。”  另一位作者忒奥朋普斯，也是伊索克拉底的弟子，他的著作则是修昔底德作品的续篇。
另外，在俄克喜林庫斯出土了一部莎草纸残卷《希腊史》，称为俄克喜林庫斯的《希腊史》。此书涵盖了自公元前411年至公元前395年4月尼多斯之战间的史实。已有多名古代历史学家被猜测是此书的作者。